# Salma Paralluelo
Salma Celeste Paralluelo Ayingono, född den 13 november 2003 i Zaragoza, är en spansk fotbollsspelare.

## Karriär
Salma Paralluelo inledde sin seniorkarriär i Zaragoza CFF. Mellan 2019 och 2021 spelade hon för Villarreal innan hon kontrakterades av FC Barcelona. Hon har även representerat den spanska damlandslaget där hon debuterade år 2022. Hon ingick i det spanska lag som tog guld i VM 2023.